# Lincoln College
Il Lincoln College è uno dei collegi costituenti l'Università di Oxford. Fondato nel 1427 da Richard Fleming, vescovo di Lincoln, è il nono in ordine di longevità fra i 38 collegi di Oxford. Inizialmente basato su una forte tradizione religiosa, rimane oggi uno dei più piccoli collegi dell'università anche se risulta spesso nella top ten della Norrington table, una classifica basata sui risultati degli studenti negli esami. 
Architetturalmente, il Lincoln possiede tre quadrangles, risalenti rispettivamente al XV, XVII e XIX secolo. La cappella, in stile gotico, è del 1630 mentre la biblioteca è particolare poiché occupa la All Saints Church, una chiesa datata 1122 ed adiacente al sito del collegio.